# خونیک (سربیشه)
خونیک یک روستا در ایران است که در بخش مرکزی شهرستان سربیشه واقع شده‌است. خونیک ۲۴۶ نفر جمعیت دارد.